# 맥킨지 7S 모델

모델의 시각적 표현

맥킨지 7S 모델 또는 맥킨지 7S 프레임워크(McKinsey 7S Framework)는 비즈니스 컨설턴트 로버트 H. 워터맨 주니어와 톰 피터스가 1980년대에 개발한 경영 모형이다. 이것은 사업, 사업 단위, 팀을 포함시키려는 그룹을 위한 전략적 비전이다. 7 S는 구조(structure), 전략(strategy), 시스템(systems), 스킬(skills), 스태프(staff), 공유 가치(shared values), 스타일(style)를 의미한다.
이 모형은 조직의 내부 상황 변화를 조사하고 모니터링하기 위한 조직 분석 도구로서 사용되기도 한다.